# Joe Natuman
Joe Natuman, sinh ngày 24 tháng 11 năm 1952, là một chính trị gia Vanuatu, thành viên của Vanua'aku Pati. Ông tốt nghiệp Đại học Nam Thái Bình Dương, và cũng là một du học sinh (chương trình trao đổi sinh viên) tại trường Đại học của Papua New Guinea.
Ông là thủ tướng Vanuatu từ 15/5/2014.